# 荒武達朗
荒武 達朗（あらたけ たつろう、1970年 - ）は、徳島大学の教授。専門は中国史。

## 学歴
- 1994年 - 名古屋大学文学部卒業
- 1996年 - 名古屋大学文学研究科史学地理学専攻博士前期課程修了
- 1999年 - 名古屋大学文学研究科史学地理学専攻博士後期課程単位取得退学

## 職歴
- 1998年 - 日本学術振興会特別研究員DC
- 1999年 - 徳島大学総合科学部講師
- 2001年 - 徳島大学総合科学部准教授
- 2020年 - 徳島大学総合科学部教授

## 学位
- 文学博士（名古屋大学、1999年3月）

## 著書
- 『近代満州の開発と移民　渤海を渡った人びと』、汲古書院、東京、2008年12月